# 20084 Buckmaster
20084 Buckmaster è un asteroide della fascia principale. Scoperto nel 1994, presenta un'orbita caratterizzata da un semiasse maggiore pari a 2,3004823 UA e da un'eccentricità di 0,1220487, inclinata di 21,95988° rispetto all'eclittica.